# Декс Декстер
Фарнсворт "Декс" Декстер је измишљени лик из АБЦ-ове сапунице Династија. Лик је тумачио Мајкл Нејдер, а лик је био уведен као могући дечко Алексис Карингтон у четвртој сезони 1983. године. Постао јој је трећи супруг и друга велика љубав после Блејка Карингтона. Чак и после брака, Декс је остао јака сила у Алексисином животу. Декс Декстер је остао у серији до последње епизоде 1989. године.
Нејдер није поново тумачио лик 1991. године у мини-серији Династија: На окупу, али је лик поменут.

## Изглед
Мајкл Нејдер се први пут појавио као Фарнсворт "Декс" Декстер у Династији 1983. године. Лик је убрзо спојен са Алексис Колби (Џоан Колинс), а Нејдер је остао у серији до укидања 1989. године. Декс се није појавио 1991. године у мини-серији Династија: На окупу.
Џон Ерик Хексум, који је раније играо у једном филму са Колинсовом, био је међу пет глумаца који су ушли у ужи круг за улогу. Нејдер је рекао да је због хемије са Колинсовом добио улогу. Колинсова је рекла за Нејдера: "Јако је романтичан човек од вођства и има извесних злокобних ивица". Часопис Људи је написао 1985. године: "Декс створен као споредни и прелазни лик", али захваљујући Нејдеру "испао је неочекивано омиљен".
Године 1985, Џо Клајн из часописа Њујорк описао је Декса као "вишемилионерско-герилског предузетника плејбоја".

## Приче

### Сезона 4
Кад је друштво "Колби" изненада одустало од свог плана за удруживањем "Денвер−Карингтон", један члан одбора Сем Декстер, стари пријатељ Блејка Каринтона, је послао свог сина Декса да се састане са Блејком и види зашто. У 69. епизоди, Декс је разговарао са Блејком и његовом бившом супругом Алексис. Декс и Алексис су одмах почели да се привлаче. Декс је добио најбољу пословну понуду од Алексис (открио је један податак у њеној пословници па је кренуо за тим пре ње) па јој је понудио да деле зараду од сарадње 40-60. Иако је Алексис то одбила, у 72. епизоди су постали љубавници.
Њихов однос је био напет и страстан. У 82. и 83. епизоди, Декс је сазнао да је Алексис спавала са Рашидом Ахмедом да би минирала посао који је он имао са Блејком. Он ју је бесан напао. Она му је ударила шамар − а на њено запрепашћење, он јој је вратио. Њихова туча се убрзо претворила у вођење љубави. Ипак, Алексис је наставила да тражи независност од Декса, а он се окрануо службеници за Односе с' јавношћу "Денвер−Карингтона" Трејси Кендал за утеху на једну ноћ. Трејси је рекла Алексис за прељубу па је Алексис раскинула са њим.

### Сезона 5
Кад је Алексис ухапшена због убиства Марка Џенингса у 88. епизоди, Декс се ставио у њену одбрану и платио јој јемство да изађе из затвора. Кад је проглашена кривом, Декс и Адам су очајнички покушавали да скину љагу са њеног имена. На крају су открили доказ да је Нил МекВејн убица па је Алексис ослобођена.
Убрзо након тога, Декс је упознао Алексисину ћерку Аманду и они су одмах привукли једно друго у љубавно-мржњачком односу. Декс се посвађао са Алексис која је одбила да каже ко је Амандин отац јер је мислио да се понаша будаласто. То је изазвало процеп међу Дексом и Алексис и још више зближило Декса и Аманду. У 99. епизоди, Алексис је покушала да створи породични однос кад је средила скијање за викенд. Међутим, пут јој се изјаловио па су Декс и Аманда сами остали на планини. Њихова свађа пуна мржње се претворила у страст па су се препустили осећањима и водили љубав. Убрзо након тога, Алексис је дошла и најавила да ће се она и Декс венчати.
Кад се оженио Алексис, Декс је морао да одбија Амандине љубавне насртаје. Она је рекла Алексис да Декс има тајанствену прошлост са пословним човеком Данијелом Рисом из заједничког искуства из Вијетнама. Данијел је заврбовао Декса да иде са њим на строго поверљиви паравојни задатак. У 109. епизоди, Декс се вратио са задатка без Данијела оболео. Док је бунцао, он је звао Аманду што је изазвало код Алексис сумње. Током опоравка, Аманда је последњи пут молила Декса да буду заједно, али је Декс одбио. Аманда се онда окренула краљевићу Мајклу од Молдавије, а Алексис, која од раније зна Мајкловог оца краља Галена, се сва одушевила што ће се венчати. После опоравка и противно Алексисиним жељама, Декс се вратио на "задатак" да спаси Данијела. Кад је Данијел одлучио да заврши "задатак", Декс је одбио да му се придружи. На жалост, у 115. епизоди, Декс је примио вести да је Данијел погинуо.
Дексова настављена осећања према Аманди су усложили њену веридбу са краљевићем Мајклом. Кад су молдавијски пучисти покушали да отму Аманду у 115. епизоди, Декс је успео да је спаси. Касније је Аманда посумњала да је Мајкл вара са молдавијском племкињом Еленом па се окренула Дексу. Он ју је утешио што је још више раздражило Мајкла. Декс и Алексис су сепосвађали око планова за Амандину и Мајклову свадбу. Декс је оптужио Алексис да гура Аманду у брак без љубави како би испунила своју жељу која је потекла из пубертетског симпатисања краља Галена. Како им је свађа прерасла, Декс је рекао Алексис да неће ићи на свадбу него ће остати у Денверу. Док је у 117. епизоди одлазио из Молдавије, Декс је налетео на достављаче како достављају неке сандуке усред ноћи. Како је посумњао у то, он их је питао шта раде. Један од достављача га је онда онесвестио и однео. Кад се освестио, Декс је схватио да су га заробили пучисти и схватио је да намеравају да изврше пуч у току свадбе. Декс је успео да се ослободи и одјури да упозори званице, али је стигао прекасно и затекао пуцњаву у капели. Затим је покушао да спречи вођу пучиста Јурија да убије краља Галена, али је Јури успео да га погоди пре него што га је Декс оборио на земљу. Док су се двојица мушкараца борила, пиштољ је опалио па су обојица остала да леже окружена телима чланова породице Карингтон.

### Сезона 6
Декс је преживео пуч као и већина званица. Он се забринуо јер Алексис није била пуштена са осталим затвореницима. На крају је пуштена кад је Блејк платио откуп и за њу и за Кристал.
Краљ је нестао и претпостављало се да је мртав, али је Алексис открила да га држе за откуп. Декс је пристао да јој помогне да спасу краља па су се ушуњали у Молдавију где су их заробили. У 125. епизоди, Декс је побегао и спасио Алексис и Галена. Кад су се вратили у Денвер, Декс је одбио да пусти да непокретан Гален буде у њиховом стану. Декс је сумњао (исправно) да Гален лажира своју непокретност па је покушао да га натера да хода. Кад је Алексис стала у његову одбрану, Декса је још више отерала Аманди. Кад је Декс ухватио Алексис како замишља да је краљица Молдавије (носећи круну) у 135. епизоди, њему се срце сломило. Аманда је пронашла Декса пијаног па су поново водили љубав − али их је на гомили ухватила Алексис у 136. епизоди. Алексис је одмах одлетела на Сент Томас на брзи развод. У 137. епизоди, Декс је хтео да се помири са њом, али га је Алексис одбила. Онда се окренуо Аманди која се убрзо развела од краљевића. Ипак, у 140. епизоди је Декс рекао Аманди да њихова веза нема будућности.
Декс је наставио да ради на цевоводу Карингтонових и Колбијевих на ком је запослио и Клеја Фалмонта. Декс и Алексис нису потпуно прекинули односе упркос покушајима Блејковог брата Бена да освоји Алексис. Декс је покушао да упозори Алексис на Бенову мутну прошлост у 147. епизоди, али залуд. Алексис је наставила свој план да уништи Блејка, али ју је преварио Бен.

### Сезона 7
Декс се уортаичио са Блејком на ризичном пословном подухвату како би му помогао да се опорави од Бенових мутних радњи. Кад је Алексис, као једнака ортакиња у Дексовом друштву, захтевала појединости, Декс је одбио да их да. 153. епизоди, Алексис и Декс су остали заробљени у његовој бараци на градилишту. По обичају се свађа претворила у страст па су ускоро водили љубав. Дексова и Алексисина романса је разбеснела Бена који је покушао да их растави. Декс је пристао да помогне Блејку око Бена. Декс и Клеј су отпутовали у Каракас да избаве Алексисину сестру Карес коју је Бен на превару послао у затвор јер је открила доказе да је Блејк невин. Декс је срео стару познаницу Лесли Сондерс за коју се испоставило да је Бенова давно-изгубљена ћерка. Лесли је почела да ради са Дексом на раду цевовода.
Дексова и Алексисина веза кратко је трајала. У 162. епизоди, Блејк и Алексис су били на нафтној бушотини на Јужнокинеском мору која је пукла. Декс и Блејкова супруга Кристал су одјурили у болницу, али су открили да су они нестали. У 163. епизоди, они су открили да Блејк има губитак памћења и да се не сећа ничег после 1964. године. Алексис је убедила Блејка да су још у браку. Кад се Блејку памћење вратило, Декс је оптужио Алексис да и даље воли бившег супруга. Затим су се посвађали па јој је Декс рекао да је оставља заувек у 165. епизоди. У истој епизоди су он и Доминик Деверо почели да проводе време заједно па је изгледало да је почела да цвета веза. Они су отпутовали у Вајоминг до Декстеровог оца Сема и друга Бојда Кертиса. На жалост, Бојд и његова ћерка су изгинули у судару истог дана. Декс је убедио Бојдову удовицу Сару да дарује ћеркино срце Блејковој и Кристалиној болесној ћерки Кристини.
На свадби Адама Карингтона, Декс је оплео по Алексис због њеног глупирања са женскарошем Гавином Моријеом. Алексис му је пљуснула пиће у лице и излетела напоље. Неколико тренутака касније, скупина људи је упала у вилу Карингтонових наоружана пиштољима. Декс је покушао да их савлада, али је био онесвешћен.

### Сезона 8
Декс је постао талац док су Карингтонови остали са побеснелим Кристалиним бившим љубавником (за кога се претпостављало да је мртав) Метјуом Блајзделом. Декс је покушао да побегне, али је рањен док је бежао двориштем виле. Касније га је пронашла полиција и пребацила у болницу где се у потпуности опоравио.
Декс је почео опуштено да се забавља са Лесли Карингтон, али њихова веза се прекинула кад је Лесли мувала Џефа Колбија и прешла да ради за Алексис. Декс се спријатељио са Џефовом бившом супругом (и Блејковом ћерком) Фалон. У 187. епизоди, Фалон је замолила Декса да јој помогне да истражи један пословни подухват у Африци приликом чега је он открио да кључни човек тамо, Хари Трешер, има везе са Алексисиним новим супругом Шоном Роуаном. Декс је све више сумњао и покушао да упозори Алексис, а она је одбацила његове сумње јер је сматрала да је љубоморан. У 194. епизоди, Лесли је признала Дексу да спава са Шоном и да је сазнала да он хоће да уништи Алексис из освете због самоубиства свог оца Џозефа Андерса јер мисли да је Алексис томе крива. Декс је упозорио Алексис на најгоре.
Декс и Блејк су отпутовали у Африку у 195. епизоди и открили су да је посао био параван за трговину оружјем. Шон је намеравао да смести Блејку и Алексис. Шон је заробио Блејка и Декса на танкеру који је намерио да дигне у ваздух. У последњем тренутку, Декс је искористио гранате да дигне врата у ваздух да би могли да побегну са брода. Једно тело је испливало на површину мора па се претпоставило да је то Шон. Кад је испало да је то Хари Трешер, Декс је уверавао Алексис да нико није могао да преживи прасак. Ипак, у 198. епизоди је Декс отишао да обиђе Алексис и пронашао је Шона како је држи на нишану. Њих двојица су се потукли, пиштољ је опалио, а ужаснута Алексис је вриснула "О, боже".

### Сезона 9
Декс је убио Шона. У 199. епизоди, он је одвео Алексис у Лос Анђелес да забораве страшне догађаје па су водили љубав. После тога јој је Декс рекао да га не занима да поправља штету коју је Шон нанено друштву "Колби", али је на крају ипак пристао. Рекао јој је да је Шон уложио милионе од средстава друштва "Колби" у ортаклук са Алексисиним рачуновођом Фрицом Хитом како би друштво отишло у стечај.
Декс је упознао Алексисину сестру од тетке Сабел Колби која је завођењем покушала да извуче податке о друштву "Колби" од њега. У 204. епизоди је не знајући продао Алексисин хотел Сабел која се намерила да избаци Алексис. Бесна Алексис је испридиковала Дексу зашто није истражио посао како ваља.
При почетку сезоне је једно тело испливало на језеру на имању Карингтонових. За леш се испоставило да припада Роџеру Грајмсу, човеку са којим је Алексис спавала кад се развела од Блејка. Он је био мртав 20 година, али је хладна вода језера очувала тело. Декс је посумњао да Алексис и даље гаји нека осећања према Роџеру јер се заклела да ће доказати да га је Блејк убио. Фалон је питала Декса шта зна о језеру на ком је човек испливао, а он јој је нејасно поменуо да је настало потапањем старог рудника после пропалог посла породица Колби, Карингтон и Декстер − "Рудника Колтертон". У неком тренутку пре ове сезоне Сем Декстер је умро, а Декс и Блејк су се касније сложили да не откривају истину о руднику.
Декс је наставио да укршта своје путеве са Сабел и око посла са афричким танкерима и стањем око напуштеног рудника. У 211. епизоди, Сабел је открила да истражује рудник да види шта је то њен бивши супруг крио и да није хтела да повреди ни Блејка ни њега. Обећала је да ће да одустане од истраге. Декса је привукло то њено кајање. На жалост, Сабелин човек је наставио истрагу на своју руку, али није био једини.
Сабел је претио помахнитали Фриц Хит пиштољем у 212. епизоди. Сабел је ипак успела да га смири и смири стање. Како се и даље осећала потресено због несреће, она је отишла код Декса који ју је утешио па су завршили у кревету. Сабел се после извинила Дексу и рекла му да поштује његову љубав према Алексис. Они су одлучили да не настављају ништа, али су поново завршили у кревету. Сабел и Декс су хтели да заштите Блејка од Алексис − јер ће њено распитивање о Роџеру Грајмсу без сумње открити скривени рудник који су они желели да оставе у тајности. Декс је уверио Сабел да га његова осећања према Алексис никада нису спречавала да уради исправну ствар. На крају је откривено да је Фалон кад је имала 6 година упуцала Роџера Грајмса кад га је ухватила да туче Алексис, а Блејков отац Том је сакрио тело у руднику под језером да би заштитио њу. Стање је додатно усложњено јер је откривено да је рудник пун нацистичког бллага које је темо сакрио Блејков покојни отац. Роџерово тело је помакао неко ко је тражио то благо.
У 219. епизоди, Декс је остао затечен кад је сазнао да је Сабле трудна, а онда се узнемирио кад му је рекла да ће подизати дете сама. У 220. епизоди, последњој епизоди серије, Декс се у хотелу "Карлтон" посвађао са Сабле и Алексис што су га искористиле и одбациле. Затим је поменуо да је Сабле трудна њој из ината. Алексис и Адам су зајебавали Декса због тога па је Декс бесан гурнуо Адама. Кад му је Декс окренуо леђа, Адам га је гурнуо. Декс је полетео на Алексис па су обоје пали преко ограде са другог спрата док су Адам, Сабел и Моника гледали ужаснути.

### На окупу(1991)
У мини серији Династија: На окупу 1991. године, један старији брачни пар је стајао на степеништу у вили Карингтонових и причао о Алексисином и Дексовом паду у хотелу "Карлтон". Жена је мислила да су пали ту у вили Карингтонових и није слушала човека који јој је причао другачије. Како је Кристал тек стигла и није знала шта се дешава, она их је саслушала и питала шта се дешава. Жена јој је рекла да је Алексис успела да се окрене у ваздуху и падне на Декса. Није познато да ли је Декс преживео пад јер је жена рекла да "Он није добро прошао" као Алексис.